# Wilfredo García
Wilfredo García Quintana (ur. 29 października 1977) – kubański zapaśnik w stylu wolnym. Olimpijczyk z Sydney 2000, gdzie zajął 14 miejsce w wadze do 54 kg.
Czterokrotny uczestnik Mistrzostw Świata, pierwsze miejsce w 1997. Złoty medalista Igrzysk Panamerykańskich w 1999, a także Igrzysk Ameryki Środkowej i Karaibów w 1998 roku. Trzy razy najlepszy na Mistrzostwach Panamerykańskich. Trzeci w Pucharze Świata w 1999; czwarty w 1997 i 1998; piąty w 2000. Brąz na mistrzostwach świata juniorów w 1997 roku.